# Blåvingad kokaburra
Blåvingad kokaburra (Dacelo leachii) är en fågel i familjen kungsfiskare inom ordningen praktfåglar.

## Utseende och läte
Blåvingad kungsfiskare är en mycket stor kungsfiskare med ordentligt med blått i vingar och stjärt. Vidare har den ljusa ögon och ljust, fint streckat huvud. Lätena är rätt annorlunda från skrattkokaburrans, med ett ljudligt rullande skri och högljutt gläfsande. 

## Utbredning och systematik
Blåvingad kokaburra delas in i sex underarter med följande utbredning:
- Dacelo leachii superflua – sydvästra Papua Barat i Indonesien
- Dacelo leachii intermedia – södra Nya Guinea
- Dacelo leachii cliftoni – nordvästra Australien
- Dacelo leachii kempi – öar i Torres sund och nordöstra Australien
- Dacelo leachii cervina – Melvilleön och angränsande fuktiga kustområden i Northern Territory i Australien
- Dacelo leachii leachii – nordöstra Australien och sydöstra Queensland

## Levnadssätt
Blåvingad kokaburra förekommer i olika typer av öppna skogsmiljöer, även parker och trädgårdar. Den ses ofta sitta öppet på ledningar.

## Status och hot
Arten har ett stort utbredningsområde, men tros minska i antal, dock inte tillräckligt kraftigt för att den ska betraktas som hotad. Internationella naturvårdsunionen IUCN listar arten som livskraftig (LC).

## Namn
Fågelns vetenskapliga artnamn hedrar William Elford Leach (1790-1836), engelsk zoolog och marinbiolog.